# Ианта
Ианта или Ианфа (др.-греч. Ἰάνθη — «пурпурный или лиловый цветок») — имя нескольких женских персонажей древнегреческой мифологии, позднее использовавшееся в мировой культуре (так, это имя присвоено астероиду 98; этим именем Дж. Г. Байрон назвал в посвящении к своей поэме «Паломничество Чайльд-Гарольда» адресата поэмы — юную леди Шарлотту Харли).

## Персонажи древнегреческой мифологии с этим именем
- Дева-критянка, обручённая с Ифис — женщиной, воспитанной как мужчина. По молитве последней, ответившей на любовь первой взаимностью, она была превращена Изидой в мужчину и стала мужем Ианты, о чём пишет Овидий в IX книге в своих «Метаморфозах».
- Одна из 3000 океанид, детей титана Океана и Фетиды, упомянутых в гомеровом гимне Деметре, бывшая нимфой богини весны Прозерпины (Персефоны) при её пленении богом подземного царства Аидом.
- Юная дева, столь прекрасная, что по её смерти на могиле взошли, по велению богов, яркие цветы оттенка, отражённого в её имени.

## Другие упоминания этого имени в мировой культуре
Это имя использовалось и в литературе нового и новейшего времени (Байрон, Шелли и др., вплоть до имен персонажей фэнтези и научной фантастики — см. статью на английском «Ianthe »).